# ANOMALY
『ANOMALY』（アノマリー）は、2010年6月30日に発売されたthe HIATUSの2枚目のオリジナルアルバム。規格品番FLCF-4340。 

## 概要
the HIATUS2枚目のオリジナルアルバム。新曲9曲に加え、1stEP収録曲「Insomnia」「Antibiotic」を含む全11曲を収録。
細美武士と堀江博久の共同プロデュース。作詞は全て細美が行い、作曲はメンバーで行っている。
ジャケットのイラストは、イギリスで活躍するアーティストのテズ・ハンフリーズが手掛けている。デザインは、ROOTSの冨貫功一と、グラフィックデザイナーの鈴木大介が手掛けている。「The Ivy」「Walking Like A Man」の2曲にはミュージック・ビデオが制作された。
発売1週目で約5.5万枚を売り上げた。このアルバムは洋楽扱いとなり、レンタル開始は一年後である（収録曲のうち9曲が全英語詞）。

## 収録曲
| 全作詞: 細美武士、全作曲: the HIATUS。 |                              |          |            |      |
| #                                      | タイトル                     | 作詞     | 作曲・編曲 | 時間 |
| 1.                                     | 「The Ivy」                  | 細美武士 | the HIATUS | 4:09 |
| 2.                                     | 「Talking Reptiles」         | 細美武士 | the HIATUS | 2:16 |
| 3.                                     | 「My Own Worst Enemy」       | 細美武士 | the HIATUS | 3:50 |
| 4.                                     | 「Monkeys」                  | 細美武士 | the HIATUS | 2:24 |
| 5.                                     | 「Insomnia」(1st EP収録曲)   | 細美武士 | the HIATUS | 3:57 |
| 6.                                     | 「ベテルギウスの灯」         | 細美武士 | the HIATUS | 3:02 |
| 7.                                     | 「Walking Like A Man」       | 細美武士 | the HIATUS | 5:14 |
| 8.                                     | 「Doom」                     | 細美武士 | the HIATUS | 1:17 |
| 9.                                     | 「Antibiotic」(1st EP収録曲) | 細美武士 | the HIATUS | 6:06 |
| 10.                                    | 「Notes Of Remembrance」     | 細美武士 | the HIATUS | 4:06 |
| 11.                                    | 「西門の昧爽」               | 細美武士 | the HIATUS | 2:12 |

## レコーディングメンバー
- 細美武士：Vocal, Guitar
- masasucks：Guitar
- ウエノコウジ：Bass
- 柏倉隆史：Drums, Programming（#9）
- 堀江博久：Keyboards, Synthesizer（#9）
- 一瀬正和：Drums, Percussion（#9）
- 伊澤一葉：Piano (#9）
- 徳澤青弦：Cello, Strings Arrangement (#5)
- 藤堂昌彦、楢村海香：1st Violin (#5)
- 梶谷裕子、吉田翔平：2nd Violin (#5)
- 志賀恵子、菊池幹代：Viola (#5)
- 江口心一：Cello (#5)